# Death SS
Death SS est un groupe de heavy metal italien, originaire de Pesaro. À travers leurs albums, le groupe utilise des éléments issus de nombreux autres genres incluant black metal, doom metal, thrash metal, speed metal, power metal (Heavy Demons), ou même electro, rock et gothique, et metal industriel (Humanomalies). Le groupe se délocalisera par la suite à Florence, en Toscane.
Le groupe peut également être qualifié de horror metal, puisque l’aspect vestimentaire et scénique, voire théâtral, prend une place importante pendant les concerts et sur les livrets d’albums, avec des atmosphères occultes, d’horreur, de vampirisme, de messes noires. Death SS est influencé par les films et la littérature d’horreur, par Alice Cooper et par les idées de Aleister Crowley, auquel ils ont dédicacé leur album Do What Thou Wilt. Quant aux paroles, elles sont fidèles à l’image du groupe, et évoquent ainsi monstres et vampires, érotisme et sexe, satanisme et occultisme.

## Biographie

### Débuts (1977–1984)
Death SS (In Death of Steve Sylvester) est formé en 1977 à Pesaro par Steve Sylvester (né Stefano Silvestri), ancien membre de Ordo Templi Orientis, et Paul Chain (né Paolo Catena), qui se lancera dans une forme plus expérimentale du doom metal dans son projet solo, Paul Chain Violet Theatre. Le groupe mêle éléments d'horreur, d'occultisme et de heavy metal et devient ainsi pionnier du horror metal et du black metal ; le style musical est appelé « horror music » par le groupe. Sylvester quitte le groupe en 1982 et Chain le remplace avec Sanctis Ghoram (sur l'EP Evil Metal) avant de dissoudre le projet en 1984 pour se lancer dans une carrière solo. 

### Reformation (1988–1998)
Sylvester reforme le groupe en 1988, aux côtés de nouveaux membres. Cette nouvelle incarnation du groupe enregistre le premier album, ...in Death of Steve Sylvester. Pendant plusieurs années, des changements de formation s'effectuent, Sylvester restant le seul premier membre restant. L'album suit peu après d'un deuxième opus intitulé Black Mass, contenant des classiques comme Kings of Evil, Horrible Eyes et le titre homonyme, et ouvre la voie à d'autres performances dans le nord de l'Italie, comme à Milan où ils jouent aux côtés de King Diamond. 
Après l'échec de Metal Master Records, le groupe signe un contrat avec le label Contempo Records pour la réalisation, en 1991, de l'album Heavy Demons. En 1992 sort l'album live The Cursed Concert. Après divers événements contractuels, le groupe arrive à un accord avec le label Self Distribuzione Spa, en 1996 ; Steve Sylvester lance aussi son label Lucifer Rising Records, auquel il s'implique dans la fonction de directeur artistique. En 1997, death SS entrent aux studios d'enregistrement Academy Studios, où, sous la direction de Mags et Keith Appleton (Paradise Lost, My Dying Bride, Anathema, Cradle of Filth, etc.), enregistrent l'album Do What Thou Wilt. Le groupe se lance ensuite dans une longue tournée, culminant avec l'apparition au festival Gods of Metal en juin 1998, en collaboration avec, entre autres, Pantera et Black Sabbath. Quelques fragments de cette tournée sont publiés sur la VHS The Night of the Living Death SS, une sorte de documentaire réalisé durant la tournée.

### Tournant stylistique (1999–2006)
En 1999, le groupe s'attèle presque exclusivement à la création d'un nouvel album, une autre étape décisive dans leur évolution stylistique. L'album Panic est partiellement enregistré aux États-Unis, aux côtés du producteur Neil Kernon, le groupe appréciant les travaux de ce dernier notamment avec des groupes comme Queensrÿche, Judas Priest, Dokken, Nevermore, David Bowie, Rush et Skrew. Après la publication de l'album, le groupe entame une nouvelle tournée, apparaissent notamment au festival Gods of Metal, aux côtés de Testament et Slayer. Le reste de l'année, le groupe se consacre à la publication de deux nouveaux singles tirés de Panic, Lady of Babylon et Let the Sabbath Begin, ce dernier étant présenté dans un double pack digipak, avec un CD bonus live enregistré au cours de la dernière tournée. Le DVD comprend le nouveau vidéoclip single Transylvania, et des tournages de leur performance au festival Wacken Open Air 2001.
À la fin de l'été 2001, le groupe conclut un accord avec les producteurs David Shiffman (déjà avec Nine Inch Nails, Rage Against the Machine, Red Hot Chili Peppers, System of a Down, etc.) et Fab. V. Zee Grossi. Cette collaboration ouvre une nouvelle vision musicale de Death SS, dont les sons classiques et indubitables sont améliorées avec des influences de musique électronique et de metal alternatif comme en témoigne leur nouvel album Humanomalies. Après leur tournée promotionnelle pour Humanomalies, en 2004 et 2005, le groupe fait une pause. Après la pause, le groupe se consacre à l'enregistrement d'un nouvel album intitulé The Seventh Seal. l'album est publié en 2006 aux labels Lucifer Rising/Self et distribué en Europe par le label suédois Regain Records.

### Depuis 2007
En 2007, le groupe célèbre sa trentième années d'existence avec la publication d'un coffret DVD intitulé 30 Years of Horror Music. La même année, le groupe est confirmé au festival Headbangers Open Air, organisé les 24 et 26 juillet 2008 à Brande-Hörnerkirchen, en Allemagne. En mars 2008, Death SS réapparait sur scène en tête d'affiche du festival Gods of Metal, avec notamment Extrema, Sadist, et Necrodeath. Death SS publie un double digipack de ce concert. En 2009, Steve Sylvester commence à travailler sur un film d'horreur intitulé The Devil's Graal.
À la fin de 2011, Sylvester publie sa biographie officielle, en collaboration avec le journaliste et critique Gianni Della Cioppa. Le livre se concentre principalement sur son enfance et son entrée dans Death SS. En 2012 est annoncé le retour du groupe avec l'EP The Darkest Night, qui est publié le 21 décembre 2012, qui contient le single du même nom, pour lequel est tourné un clip. Le 14 février 2013, un second clip vidéo est tourné par la chanson Ogre's Lullaby. Le groupe annonce ensuite la publication de l'album tant attendu Resurrection, le 6 juin 2013 au label Scarlet Records. L'album est, cependant, accueilli d'une manière mitigée par la presse spécialisée,.
En juillet 2016, le label Shadow Kingdom Records annonce la signature de Death SS pour la réédition des trois premiers albums du groupe : ...in Death of Steve Sylvester (1988), Black Mass (1989), et Heavy Demons (1991).

## Membres

### Membres actuels
- Steve Sylvester - chant (1977-1982, 1987-2008 ; depuis 2012)
- Bozo Wolff - batterie (depuis 2012)
- Glenn Strange - basse, chœurs (2005-2008, depuis 2012)
- Al De Noble - guitare, chœurs (2007-2008, depuis 2012)
- Freddy Delirio - clavier, synthétiseur, chœurs (1994-1996, 2005-2008, depuis 2012)

### Anciens membres
- Paul Chain (Paolo Catena) - guitare, chœurs, organe (1977-1984)
- Claud Galley - guitare rythmique(1980-1981), basse (1981-1984)
- Danny Hughes (Daniele Ugolini) - basse (1977-1978)
- Danny Hughes (Gabriele Tommasini) - basse (1978-1981)
- Tommy Chaste (Tommaso Castaldi) - batterie (1977-1979)
- Thomas Chaste (Franco Caforio) - batterie (1979-1980)
- Thomas « Hand » Chaste (Andrea Vianelli) - batterie (1981-1984)
- Sanctis Ghoram - chant (1982-1984)
- Kurt Templar - guitare, chœurs (1987-1991)
- Boris Hunter - batterie (1987-1991)
- Christian Wise - guitare, chœurs (1987-1989)
- Erik Landley - basse (1987-1989)
- Kevin Reynolds - guitare, chœurs (1989-1991)
- Alberto Simonini - guitare, chœurs (1989)
- Marc Habey - basse, chœurs (1989-1990)
- Jason Minelli - guitare, chœurs (1991-1994)
- Maurizio Figliolia - guitare, chœurs (1991)
- Ross Lukather - batterie (1991-1997, 2005)
- Marcel Skirr - clavier, synthétiseur, chœurs (1992-1993)
- Al Priest - guitare, chœurs (1991-1994)
- Andy Barrington - basse, chœurs (1990-1993)
- Judas Kenton - basse, chœurs (1994-1996)
- Vincent Phibes - guitare, chœurs (1994-1997)
- Emil Bandera - guitare, chœurs (1996-2006)
- Oleg Smirnoff - clavier, synthétiseur, chœurs (1997-2005)
- Felix Moon - guitare, chœurs (1994-1998)
- Simon Garth (Nardo Lunardi) - guitare, chœurs (1998)
- Simon Garth (Ilario Danti) - guitare, chœurs (1998)
- Andrei Karloff - basse, chœurs (1997-1999)
- Kaiser Sose - basse, chœurs (1999-2002)
- Bob Daemon - basse, chœurs (2002-2005)
- Anton Chaney - batterie (1997-2005)
- Dave Simeone - batterie (2006-2008)
- Francis Thorn - guitare, chœurs (2007-2008)

## Discographie

### Albums studio
- 1988 : ...in Death of Steve Sylvester
- 1989 : Black Mass
- 1991 : Heavy Demons
- 1997 : Do What Thou Wilt
- 2000 : Panic
- 2002 : Humanomalies
- 2006 : The Seventh Seal
- 2013 : Resurrection
- 2018 : Rock 'n' Roll Armageddon
- 2021 : X

### Autres
- 1981 : The Horned God of the Witches (démo)
- 1982 : The Night of the Witch (single)
- 1982 : Zombie/Terror (single)
- 1983 : Evil Metal (EP)
- 1983 : Profanation (single)
- 1983 : Demo (démo)
- 1987 : The Story of Death SS 1977-1984 (compilation)
- 1989 : Horrible Eyes (single)
- 1989 : Vampire (single)
- 1990 : In the Darkness/The Mandrake Root (single)
- 1990 : Kings of Evil (single)
- 1991 : Heavy Demons/Baphomet (single)
- 1991 : Where Have You Gone? (single)
- 1992 : The Video 1988-1990 (vidéo/VHS)
- 1992 : The Cursed Concert (album live)
- 1993 : The Cursed Show (vidéo/VHS)
- 1993 : Straight to Hell (EP)
- 1995 : The Cursed Singles (coffret)
- 1996 : Horror Music: The Best of Death SS (best-of/compilation)
- 1996 : Chains of Death (single)
- 1997 : Come To The Sabbath (single)
- 1997 : Guardian Angel (single)
- 1998 : Night of the Living Death SS (coffret)
- 1998 : Baron Samedi (single)
- 1999 : Scarlet Woman (single)
- 2000 : Hi-Tech Jesus (single)
- 2000 : Lady of Babylon (single)
- 2001 : Let the Sabbath Begin - EP, 2001
- 2001 : Transilvania (single)
- 2003 : Let The Panic Begin (DVD)
- 2003 : Hell on Earth (single)
- 2003 : Sinful Dove (single)
- 2003 : Pain (single)
- 2003 : The 666 Box (coffret)
- 2004 : The Sleep of Reason (single)
- 2004 : The Horned God of the Witches (best-of/compilation)
- 2005 : Give 'Em Hell (single)
- 2006 : Live 1990 The Complete Black Mass Show (album live)
- 2007 : Transylvania / Trick or Treat (single)
- 2007 : Heavy Demos (compilation)
- 2007 : The Do What Thou Wilt Demo Sessions (compilation)
- 2007 : 30 Years of Horror Music (coffret)
- 2009 : Live 2008 I - Gods of Metal (album live)
- 2010 : Der Golem (single)
- 2011 : All the Colors of the Dark - The Very Best of Death SS (compilation)
- 2012 : Lady of Babylon (single)
- 2012 : The Darkest Night  (single, EP)
- 2013 : Ogre's Lullaby (single)
- 2013 : Panic / Tallow Doll (single)
- 2013 : Eaters (EP)
- 2014 : Dionysus (single)
- 2014 : Horror Music Vol. 2 (compilation)
- 2014 : Jingle Hells (split)